# Колодников, Александр Иосифович
Александр Иосифович Колодников (1925—1945) — младший сержант Рабоче-крестьянской Красной Армии, участник Великой Отечественной войны, Герой Советского Союза (1945).

## Биография
Александр Колодников родился в 1925 году в деревне Поросино (ныне — Томский район Томской области). После окончания семилетней школы работал на спиртовом заводе. В декабре 1942 года Колодников был призван на службу в Рабоче-крестьянскую Красную Армию. С мая 1944 года — на фронтах Великой Отечественной войны. Два раза был ранен. К апрелю 1945 года младший сержант Александр Колодников был разведчиком 93-го стрелкового полка 76-й стрелковой дивизии 47-й армии 1-го Белорусского фронта. Отличился во время боёв в Германии.
В период с 19 по 26 апреля 1945 года Колодников во главе разведгрупп несколько раз пробирался во вражеский тыл. Так, 19 апреля к юго-западу от Врицена в результате проведённой группой Колодникова разведке была вскрыта немецкая огневая система и захвачен важный «язык». 21 апреля группа Колодникова атаковала немецкое подразделение, уничтожив 18 солдат и офицеров и взяв ещё 6 в плен. В тот же день группа, устроив засаду на дороге, уничтожила автомашину и 12 вражеских солдат, ещё 3 взяла в плен. 22 апреля у города Генигедорф Колодников переправился через канал Гогенцоллерн и уничтожил группу немецких солдат. К западу от Генигедорфа в тот же день группа захватила в общей сложности 26 пленных. 23 апреля под вражеским огнём Колодников вынес с поля боя получившего тяжёлое ранение старшего лейтенанта Васильева. 24 апреля разведчики Колодникова были направлены на западную окраину Берлина. В ночь с 26 на 27 апреля 1945 года Колодников проник в расположение частей СС. Он успел отправить своих разведчиков с донесением в полк, а сам оказался в окружении, сражался врукопашную и погиб. Похоронен на окраине Берлина.
Указом Президиума Верховного Совета СССР от 31 мая 1945 года за «образцовое выполнение боевых заданий командования на фронте борьбы с немецкими захватчиками и проявленные при этом мужество и героизм» младший сержант Александр Колодников посмертно был удостоен высокого звания Героя Советского Союза. Также был награждён орденами Ленина, Отечественной войны 2-й степени, Славы 3-й степени, Красной Звезды, рядом медалей.
На могиле Колодникова установлен обелиск.